# Assam
Assam är en delstat i nordöstra Indien, med devisen Land of the Red River and Blue Hills. Delstatens huvudstad är Dispur, som idag är belägen inom Guwahatis stadsgräns. Sedan mer än tio år kämpar gerillagruppen United Liberation of Asom (ULFA) för att delstaten ska bryta sig ut ur Indien och bli en självständig stat liknande som Pakistan och Bangladesh. Denna kamp har hittills inte varit särskilt lyckosam och har genom åren förorsakat flera kraftiga övergrepp mot civilbefolkningen från den indiska arméns sida.[källa behövs]

## Historia
För Assams förkoloniala historia, se Kungadömet Ahom
Assam var ett självständigt kungarike fram till dess att det 1817 erövrades av burmeserna och sedan 1825 som protektorat av britterna. Efter den brittiska erövringen blev Assam först 1839 provins (chief-commissionership) under Ostindiska Kompaniet, begränsad av Bengalen, Bhutan, Tibet och övre Myanmar, mellan 22° 40' och 28° 17' nordlig bredd samt 89° 45' och 97° 5' östlig längd, med en areal av 145 664 km². Landet hade då en folkmängd 1901 som stigit till 6 126 343 invånare, av vilka omkring 3 miljoner då var hinduer, 1,3 miljoner muslimer, 17 000 kristna, 9 000 buddhister och 1 miljon hedningar.
Brittiska staten annekterade efterhand Ostindiska Kompaniets områden och 1874 bildades den brittiska provinsen Assam, vilken 1947 införlivades med Indien, bortsett från Sylhetsdistriktet som i stället tillföll Pakistan. Senare kom ytterligare delar av Assam att brytas ut till självständiga delstater som Nagaland 1963, Mizoram 1972 liksom Arunachal Pradesh, som under Kinesisk-indiska kriget besattes av kinesiska trupper.
Av de många folkgrupperna i området var naga (numera i Nagaland), kachari, khasi, garo (numera i Meghalaya) och mikir de största. Befolkningen liknade kineserna till det yttre, men språket, assamesiska, är ett dotterspråk av sanskrit, närmast besläktat med
bengali. Engelska och amerikanska missionssällskap verkade under brittisk tid för kristendomens spridning i landet och har därför fått ett fäste där bland annat med flera kyrkor i landet.
1944 var Assam en viktig krigsskådeplats och flygbasområde för attacker mot japanskt territorium. Efter Indiens självständighet kom de antiindiska stämningarna bland befolkningsgrupperna i Assam att bli allt starkare. Assameser har krävt utvisning av bengalesiska innevånare. 1987 inledde bodofolken en väpnad kamp för självständighet. Efter det kinesisk-indiska gränsavtalet 1993 blev dock situationen i området lugnare.

## Samhälle
Bland de 23 stamfolk som huvudsakligen bor i bergsområdena finns det såväl patriarkala som matriarkala stammar och på senare år har en omfattande illegal invandring från Bangladesh vilket vållat det landet stora samhällsproblem.[källa behövs]
Assamesiska är officiellt språk, men även tibetoburmanska, austroasiatiska och sinotibetanska språk samt engelska talas i delstaten.

## Geografi
Liksom i övriga nordliga delstater finns stora bergsområden i Assam, här bebodda av mongoliska stamfolk. Det mest karakteristiska för delstaten är dock den långa Brahmaputradalen där de indoariska folkgrupperna bor i denna dal och även i Barakdalen.
Assam omges av Himalaya och östra indiska halvöns berg samt är till hela sin längd, som ovan nämnts, genomströmmat av Brahmaputra, medan många av denna flods bifloder rikligen bevattnar sidodalarna. De norra, från Himalaya kommande floderna översvämmar regelbundet om vårarna. Klimatet är mera tempererat än i Bengalen, nederbörden är kolossal, jordmånen är fruktbar. Skogarna har varit rika på vilda djur, såsom bufflar, vildsvin, noshörningar, tigrar, leoparder med flera, särskilt på elefanter.

## Ekonomi
Assam står för mer än hälften av Indiens oljeproduktion. Förutom oljan är det jordbruket som är av betydelse för delstatens ekonomi, bland annat framställs här stora mängder te. Silkesodlingen har som exportvara vunnit allt större betydelse för regionen på senare tid. I Assam odlas även sockerrör, tobak, betelnötter, tidigare opium, även peppar, ingefära, ris och bomull. I Brahmaputras bifloder vaskas guld; vidare har på senare tid även påträffats stora mängder stenkol, salt och bergolja. Stora skogar, mest av tropisk växtlighet, upptar de norra gränssluttningarna och här förekommer många värdefulla färgväxter, främst till Indiens starka textilindustri.